# Дискография Smokie
Дискография британской рок-группы Smokie насчитывает 21 студийных и 3 концертных альбомов, 14 сборников, 46 синглов, 4 видеоальбома, 22 видеоклипа и 17 би-сайдов.

## Студийные альбомы
| 1975                                     | Pass It Around - Выпущен: 14 февраля - Лейбл: RAK                                     | —  | — | —  | —  | —  | —  | —  | —  | —  | 94 | —   |                               |
| 1975                                     | Changing All the Time - Выпущен: 22 сентября - Лейбл: RAK                             | 18 | — | —  | —  | 16 | —  | —  | —  | —  | —  | —   | BPI: Серебряный               |
| 1976                                     | Midnight Café - Выпущен: Апрель - Лейбл: RAK                                          | —  | — | —  | —  | 6  | —  | 12 | —  | —  | —  | 173 |                               |
| 1977                                     | Bright Lights & Back Alleys - Выпущен: 7 октября - Лейбл: RAK                         | —  | 6 | —  | 3  | 6  | —  | 1  | 3  | —  | 36 | —   | BPI: Серебряный BVMI: Золотой |
| 1978                                     | The Montreux Album - Выпущен: Октябрь - Лейбл: RAK                                    | 52 | 6 | —  | 15 | 3  | 29 | 5  | 3  | —  | 26 | —   | BPI: Серебряный BVMI: Золотой |
| 1979                                     | The Other Side of the Road - Выпущен: Ноябрь - Лейбл: RAK                             | —  | 7 | —  | —  | 17 | —  | 7  | 26 | —  | 57 | —   |                               |
| 1981                                     | Solid Ground - Выпущен: Сентябрь - Лейбл: RAK                                         | —  | — | —  | —  | —  | —  | 31 | —  | —  | —  | —   |                               |
| 1982                                     | Strangers in Paradise - Выпущен: Март - Лейбл: RAK                                    | —  | — | —  | —  | —  | —  | —  | —  | —  | —  | —   |                               |
| 1982                                     | Midnight Delight - Выпущен: Ноябрь - Лейбл: Repertoire                                | —  | — | —  | —  | —  | —  | 24 | —  | —  | —  | —   |                               |
| 1988                                     | All Fired Up - Лейбл: Maze Music                                                      | —  | — | —  | —  | —  | —  | 8  | —  | —  | —  | —   |                               |
| 1989                                     | Boulevard of Broken Dreams - Лейбл: WAG                                               | —  | — | —  | —  | —  | —  | 1  | —  | —  | —  | —   |                               |
| 1990                                     | Whose Are These Boots? - Лейбл: PolyGram                                              | —  | — | —  | —  | —  | —  | 1  | —  | —  | —  | —   |                               |
| 1992                                     | Chasing Shadows - Выпущен: 27 августа - Лейбл: EMI                                    | —  | — | —  | —  | 51 | —  | 6  | 33 | —  | —  | —   |                               |
| 1993                                     | Burnin' Ambition - Выпущен: 26 октября - Лейбл: Akropolis                             | —  | — | —  | —  | —  | —  | —  | —  | —  | —  | —   |                               |
| 1995                                     | The World and Elsewhere - Выпущен: 1 июля - Лейбл: CMC                                | —  | — | —  | —  | 77 | —  | 8  | 56 | 41 | —  | —   |                               |
| 1996                                     | Light a Candle − The Christmas Album - Выпущен: 20 ноября - Лейбл: Koch International | —  | — | —  | —  | —  | —  | 12 | —  | —  | —  | —   | IFPI: Золотой                 |
| 1998                                     | Wild Horses − The Nashville Album - Выпущен: 25 февраля - Лейбл: CMC                  | —  | — | —  | —  | —  | —  | 19 | —  | —  | —  | —   |                               |
| 2000                                     | Uncovered - Лейбл: CMC                                                                | —  | — | 35 | —  | 84 | —  | 3  | 5  | —  | —  | —   |                               |
| 2001                                     | Uncovered Too - Лейбл: CMC                                                            | —  | — | 3  | —  | —  | —  | 14 | 4  | —  | —  | —   | IFPI: Золотой IFPI: Золотой   |
| 2004                                     | On the Wire - Выпущен: 30 августа - Лейбл: ZYX                                        | —  | — | 7  | —  | —  | —  | 12 | 27 | —  | —  | —   |                               |
| 2010                                     | Take a Minute - Выпущен: 9 августа - Лейбл: Black Pelican                             | —  | — | 3  | —  | —  | —  | 6  | —  | —  | —  | —   |                               |
| «—» означает, что альбом не попал в чарт |                                                                                       |    |   |    |    |    |    |    |    |    |    |     |                               |

## Концертные альбомы
| 1988                                     | Greatest Hits Live - Лейбл: Polydor                                                            | — | — | — | — | — | — | 10 | — | — | — | — |
| 1998                                     | The Concert – Live - Выпущен: 26 октября - Лейбл: Ariola                                       | — | — | — | — | — | — | —  | — | — | — | — |
| 2009                                     | Live in Concert 1995—1997 — Who the Fuck is Alice - Выпущен: 25 сентября - Лейбл: Dance Street | — | — | — | — | — | — | —  | — | — | — | — |
| «—» означает, что альбом не попал в чарт |                                                                                                |   |   |   |   |   |   |    |   |   |   |   |

## Сборники
| 1977                                      | Greatest Hits - Выпущен: Апрель - Лейбл: RAK                                          | 6  | 1  | —  | 1  | 1  | —  | 1  | 1  | —  | 9  | — | IFPI: Золотой BPI: Серебряный BVMI: Платиновый |
| 1980                                      | Greatest Hits Volume 2 - Выпущен: 15 сентября - Лейбл: RAK                            | 23 | 5  | —  | 37 | 16 | —  | —  | —  | —  | 77 | — | BPI: Золотой                                   |
| 1982                                      | I'll Meet You at Midnight – The Very Best of Smokie - Лейбл: Arcade Records           | —  | —  | —  | —  | —  | 7  | —  | —  | —  | —  | — |                                                |
| 1990                                      | The Best of Smokie - Лейбл: Telstar                                                   | —  | —  | —  | —  | —  | 23 | 4  | —  | —  | —  | — | BPI: Серебряный                                |
| 1990                                      | Forever - Лейбл: Ariola Records                                                       | —  | —  | —  | —  | 15 | —  | 16 | —  | —  | —  | — |                                                |
| 1994                                      | Celebration - Лейбл: EMI Electrola                                                    | —  | —  | —  | 34 | 86 | —  | —  | —  | —  | —  | — |                                                |
| 1995                                      | From Smokie with Love - Лейбл: Columbia Records                                       | —  | —  | —  | —  | 49 | —  | —  | —  | —  | —  | — |                                                |
| 2001                                      | Uncovered: The Very Best of Smokie - Выпущен: 3 марта - Лейбл: Universal Distribution | 63 | —  | —  | —  | —  | —  | —  | —  | —  | —  | — |                                                |
| 2003                                      | The Hit Box - Выпущен: 25 августа - Лейбл: CMC Records                                | —  | —  | 5  | —  | —  | —  | 9  | —  | —  | —  | — |                                                |
| 2006                                      | From the Heart - Выпущен: 27 октября - Лейбл: CMC Records                             | —  | —  | 7  | —  | —  | —  | 20 | 30 | —  | —  | — |                                                |
| 2008                                      | Eclipse Acoustic - Выпущен: 23 июня - Лейбл: RockUp Records                           | —  | —  | 13 | —  | —  | —  | 15 | 20 | —  | —  | — |                                                |
| 2015                                      | Gold 1975–2015: 40th Anniversary Edition - Выпущен: 20 марта - Лейбл: Sony Music      | —  | 73 | —  | —  | 36 | —  | —  | —  | 77 | 38 | — |                                                |
| «—» означает, что сборник не попал в чарт |                                                                                       |    |    |    |    |    |    |    |    |    |    |   |                                                |

## Синглы
| 1975                                    | «Pass It Around»                                     | —  | —  | —  | —  | —  | —  | — | —  | —  | — | —  | —  | — | —  | —  | —  | Pass It Around                       |
| 1975                                    | «If You Think You Know How to Love Me»               | 3  | 96 | —  | 8  | —  | 30 | — | —  | —  | 8 | 17 | —  | — | 2  | 98 | 96 | Changing All the Time                |
| 1975                                    | «Don't Play Your Rock 'n' Roll to Me»                | 8  | —  | —  | 10 | 13 | 27 | — | —  | 7  | — | 22 | —  | — | 4  | 50 | 24 | Changing All the Time                |
| 1976                                    | «Something's Been Making Me Blue»                    | 17 | —  | —  | 21 | —  | —  | — | —  | 16 | — | —  | 20 | — | —  | —  | —  | Midnight Café                        |
| 1976                                    | «Wild Wild Angels»                                   | —  | —  | —  | 15 | —  | —  | — | —  | —  | — | —  | —  | — | —  | —  | —  | Midnight Café                        |
| 1976                                    | «I'll Meet You at Midnight»                          | 11 | —  | —  | 9  | 10 | 11 | — | 10 | 1  | 6 | 5  | —  | — | 3  | —  | —  | Midnight Café                        |
| 1976                                    | «Living Next Door to Alice»                          | 5  | 25 | 17 | 1  | 1  | 1  | 5 | 10 | 1  | 1 | 1  | 3  | 1 | 2  | 2  | 7  | Greatest Hits                        |
| 1977                                    | «Lay Back in the Arms of Someone»                    | 12 | —  | —  | 1  | 1  | 1  | — | 15 | 5  | 3 | 1  | 16 | 2 | —  | 11 | 36 | Greatest Hits                        |
| 1977                                    | «It's Your Life»                                     | 5  | —  | —  | 3  | 4  | 10 | — | 8  | 6  | 2 | 7  | 15 | 5 | —  | 7  | —  | Bright Lights & Back Alleys          |
| 1977                                    | «Needles and Pins»                                   | 10 | 68 | —  | 2  | 1  | 5  | — | —  | 3  | 4 | 5  | —  | 7 | 3  | 7  | —  | Bright Lights & Back Alleys          |
| 1978                                    | «For a Few Dollars More»                             | 17 | —  | —  | 2  | 2  | 18 | — | —  | 12 | 2 | 14 | 19 | 5 | 6  | 57 | —  | The Montreux Album                   |
| 1978                                    | «Oh Carol»                                           | 5  | —  | —  | 3  | 5  | 30 | — | —  | 3  | — | 23 | —  | 2 | 15 | 5  | —  | The Montreux Album                   |
| 1978                                    | «Mexican Girl»                                       | 19 | —  | —  | 1  | 2  | 14 | — | 17 | 4  | — | 10 | 16 | 4 | —  | 19 | —  | The Montreux Album                   |
| 1979                                    | «Do to Me»                                           | —  | —  | —  | 10 | 6  | —  | — | —  | —  | — | —  | —  | 7 | —  | 16 | —  | The Other Side of the Road           |
| 1979                                    | «Babe It's Up to You»                                | —  | —  | —  | 8  | 5  | —  | — | —  | —  | — | 41 | —  | 8 | —  | 60 | —  | The Other Side of the Road           |
| 1980                                    | «Run to Me»                                          | —  | —  | —  | 29 | 13 | —  | — | —  | —  | — | —  | —  | — | —  | —  | —  | Greatest Hits Volume 2               |
| 1980                                    | «Take Good Care of My Baby»                          | 34 | —  | —  | 18 | 10 | —  | — | —  | 15 | — | —  | —  | — | —  | 48 | —  | Solid Ground                         |
| 1980                                    | «San Francisco Bay»                                  | —  | —  | —  | 9  | 10 | —  | — | —  | —  | — | 36 | —  | — | —  | —  | —  | The Other Side of the Road           |
| 1981                                    | «Jet Lagged»                                         | —  | —  | —  | —  | —  | —  | — | —  | —  | — | —  | —  | — | —  | —  | —  | Solid Ground                         |
| 1981                                    | «Little Town Flirt»                                  | —  | —  | —  | 30 | —  | —  | — | —  | —  | — | —  | —  | — | —  | —  | —  | The Very Best of Smokie              |
| 1982                                    | «Yesterday's Dreams»                                 | —  | —  | —  | —  | —  | —  | — | —  | —  | — | —  | —  | — | —  | —  | —  | Strangers in Paradise                |
| 1982                                    | «Don't Throw It Away»                                | —  | —  | —  | —  | —  | —  | — | —  | —  | — | —  | —  | — | —  | —  | —  | Midnight Delight                     |
| 1982                                    | «Number on My Wall»                                  | —  | —  | —  | —  | —  | —  | — | —  | —  | — | —  | —  | — | —  | —  | —  | Midnight Delight                     |
| 1982                                    | «Looking Daggers»                                    | —  | —  | —  | —  | —  | —  | — | —  | —  | — | —  | —  | — | —  | —  | —  | Внеальбомный сингл                   |
| 1986                                    | «The Book»                                           | —  | —  | —  | —  | —  | —  | — | —  | —  | — | —  | —  | — | —  | —  | —  | Внеальбомный сингл                   |
| 1987                                    | «Hold On Tight»                                      | —  | —  | —  | —  | —  | —  | — | —  | 13 | — | —  | —  | — | —  | —  | —  | All Fired Up                         |
| 1988                                    | «Cry in the Night»                                   | —  | —  | —  | —  | —  | —  | — | —  | 22 | — | —  | —  | — | —  | —  | —  | All Fired Up                         |
| 1988                                    | «My Heart Is True»                                   | —  | —  | —  | —  | —  | —  | — | —  | —  | — | —  | —  | — | —  | —  | —  | All Fired Up                         |
| 1989                                    | «Boulevard of Broken Dreams»                         | 77 | —  | —  | —  | —  | —  | — | —  | —  | — | —  | —  | — | —  | —  | —  | Boulevard of Broken Dreams           |
| 1989                                    | «Young Hearts»                                       | —  | —  | —  | 43 | —  | —  | — | —  | —  | — | —  | —  | — | —  | —  | —  | Boulevard of Broken Dreams           |
| 1990                                    | «In the Middle of a Lonely Dream»                    | —  | —  | —  | —  | —  | —  | — | —  | —  | — | —  | —  | — | —  | —  | —  | Whose Are These Boots?               |
| 1990                                    | «I Feel Love»                                        | —  | —  | —  | —  | —  | —  | — | —  | —  | — | —  | —  | — | —  | —  | —  | Whose Are These Boots?               |
| 1992                                    | «Don't Play That Game with Me»                       | —  | —  | —  | 84 | —  | —  | — | —  | —  | — | —  | —  | — | —  | —  | —  | Chasing Shadows                      |
| 1992                                    | «You're So Different Tonight»                        | —  | —  | —  | 45 | —  | —  | — | —  | —  | — | —  | —  | — | —  | —  | —  | Chasing Shadows                      |
| 1993                                    | «Naked Love (Baby Love Me...)»                       | —  | —  | —  | 71 | —  | —  | — | —  | —  | — | —  | —  | — | —  | —  | —  | Burnin' Ambition                     |
| 1994                                    | «Surfin'»                                            | —  | —  | —  | —  | —  | —  | — | —  | —  | — | —  | —  | — | —  | —  | —  | Burnin' Ambition                     |
| 1994                                    | «Bang Bang (The Race Is On)»                         | —  | —  | —  | —  | —  | —  | — | —  | —  | — | —  | —  | — | —  | —  | —  | Burnin' Ambition                     |
| 1995                                    | «Have You Ever Seen the Rain»                        | —  | —  | —  | —  | —  | —  | — | —  | —  | — | —  | —  | — | —  | —  | —  | The World and Elsewhere              |
| 1995                                    | «Rose-A-Lee»                                         | —  | —  | —  | —  | —  | —  | — | —  | —  | — | —  | —  | — | —  | —  | —  | The World and Elsewhere              |
| 1995                                    | «Living Next Door to Alice (Who the F**k Is Alice?)» | 3  | —  | —  | —  | —  | —  | — | —  | 26 | — | —  | —  | — | —  | —  | —  | Внеальбомный сингл                   |
| 1996                                    | «Rock 'n' Roll Rodeo»                                | —  | —  | —  | —  | —  | —  | — | —  | —  | — | —  | —  | — | —  | —  | —  | The World and Elsewhere              |
| 1996                                    | «Light a Candle»                                     | —  | —  | —  | —  | —  | —  | — | —  | —  | — | —  | —  | — | —  | —  | —  | Light a Candle — The Christmas Album |
| 1996                                    | «It Won't Be Christmas»                              | —  | —  | —  | —  | —  | —  | — | —  | —  | — | —  | —  | — | —  | —  | —  | Light a Candle — The Christmas Album |
| 2001                                    | «Be My Baby»                                         | —  | —  | —  | —  | —  | —  | — | —  | —  | — | —  | —  | — | —  | —  | —  | Uncovered Too                        |
| 2004                                    | «Over You»                                           | —  | —  | —  | —  | —  | —  | — | —  | —  | — | —  | —  | — | —  | —  | —  | On the Wire                          |
| 2010                                    | «Sally's Song (The Legacy Goes On)»                  | —  | —  | —  | —  | —  | —  | — | —  | —  | — | —  | —  | — | —  | —  | —  | Take a Minute                        |
| «—» означает, что сингл не попал в чарт |                                                      |    |    |    |    |    |    |   |    |    |   |    |    |   |    |    |    |                                      |

## Видеоальбомы
| 2002                                     | Live in Beijing - Лейбл: CMC                                 | — | — | — | — | — | — | — | — | — | — | — |
| 2006                                     | Live at Cirkus, Stockholm - Лейбл: Pan Vision                | — | — | — | — | — | — | — | — | — | — | — |
| 2010                                     | Live in South Afirca - Лейбл: Next Music                     | — | — | — | — | — | — | — | — | — | — | — |
| 2015                                     | Gold 1975–2015: 40th Anniversary Edition - Лейбл: Sony Music | — | — | — | — | — | — | — | — | — | — | — |
| «—» означает, что альбом не попал в чарт |                                                              |   |   |   |   |   |   |   |   |   |   |   |

## Видеоклипы
| Год  | Песня                                   |
| ---- | --------------------------------------- |
| 1975 | «If You Think You Know How to Love Me»  |
| 1975 | «Don't Play Your Rock 'n' Roll to Me»   |
| 1976 | «Something's Been Making Me Blue»       |
| 1976 | «Wild Wild Angels»                      |
| 1976 | «I'll Meet You at Midnight»             |
| 1976 | «Living Next Door to Alice»             |
| 1977 | «Lay Back in the Arms of Someone»       |
| 1977 | «It's Your Life»                        |
| 1977 | «Needles and Pins»                      |
| 1978 | «For a Few Dollars More»                |
| 1978 | «Oh Carol»                              |
| 1978 | «Mexican Girl»                          |
| 1988 | «My Heart Is True»                      |
| 1989 | «Boulevard of Broken Dreams»            |
| 1990 | «In the Middle of a Lonely Dream»       |
| 1994 | «Can't Cry Hard Enough»                 |
| 1995 | «Have You Ever Seen the Rain»           |
| 1996 | «Light a Candle»                        |
| 2000 | «It Never Rains in Southern California» |
| 2001 | «Be My Baby»                            |
| 2004 | «Over You»                              |
| 2010 | «Sally's Song (The Legacy Goes On)»     |

## Би-сайды
| Год  | Би-сайд                   | А-сторона                              |
| ---- | ------------------------- | -------------------------------------- |
| 1975 | «Couldn't Live»           | «Pass It Around»                       |
| 1975 | «Tis Me»                  | «If You Think You Know How to Love Me» |
| 1975 | «Talking Her Round»       | «Don't Play Your Rock 'n' Roll to Me»  |
| 1976 | «Train Song»              | «Something's Been Making Me Blue»      |
| 1976 | «The Loser»               | «Wild Wild Angels»                     |
| 1976 | «Miss You»                | «I'll Meet You at Midnight»            |
| 1976 | «Run to You»              | «Living Next Door to Alice»            |
| 1977 | «Here Lies a Man»         | «Lay Back in the Arms of Someone»      |
| 1977 | «Now You Think You Know»  | «It's Your Life»                       |
| 1978 | «Will You Love Me»        | «Oh Carol»                             |
| 1979 | «Cryin'»                  | «Do to Me»                             |
| 1979 | «Did She Have to Go Away» | «Babe It's Up to You»                  |
| 1980 | «Look What You're Doin'»  | «Run to Me»                            |
| 1980 | «I Wanna Kiss Your Lips»  | «Take Good Care of My Baby»            |
| 1980 | «You're You»              | «San Francisco Bay»                    |
| 1988 | «Working for the Weekend» | «Hold On Tight»                        |
| 1988 | «Breaking Me Down»        | «My Heart Is True»                     |